# Knauf

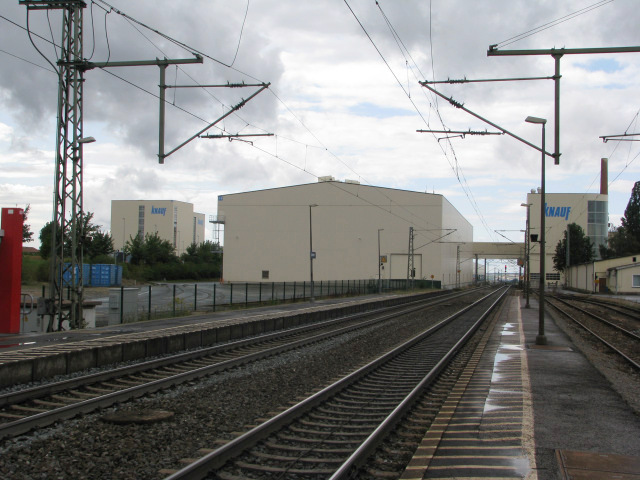
Principale usine Knauf à Iphofen (2009).

Knauf est une entreprise multinationale et familiale dont le siège est basé à Iphofen, en Allemagne. Fondée en 1932 l’entreprise se fait initialement connaître grâce à l’extraction du gypse. Knauf est aujourd’hui un producteur de matériaux de construction tels que les plaques de plâtre et de matériaux d'isolation acoustique et thermique en polystyrène et polyuréthane.

## Historique
En 1932, Alfons et Karl Knauf, alors ingénieurs se lancent dans l’exploitation et l’extraction du gypse en Allemagne et fondent par la même occasion la société Gebrüder Knauf. L’entreprise diversifie par la suite son activité: elle se lance dans la fabrication de matériaux de construction à destination du gros œuvre et des professionnels du bâtiment. En 1958, Knauf commence son activité en tant que producteur industriel de plaques de plâtre mais pas seulement. La firme se diversifie encore un peu plus, notamment dans l’isolation des bâtiments du sol au plafond et la production d’emballages plastiques et des pièces moulées en polystyrène. Les cloisons qu'elle propose associent ainsi des performances d'isolation thermique et d'acoustique.
L’année 1977 marque le début de l’implantation de Knauf à l’étranger avec le rachat d’une usine aux États-Unis. En 1985, Knauf poursuit son implantation à l’étranger et s’installe finalement en France à Wolfgantzen en Alsace, qui devient par la suite le siège social de Knauf Industries France. Le groupe rachète en 1985 le groupe La Rhénane et adopte le nom commercial Knauf La Rhénane. S.A. Knauf devient donc une holding comprenant 25 sociétés basées en Allemagne, en France, en Belgique et aux Pays-Bas.
Suivent, deux ans plus tard, les débuts de son activité dans le domaine des plastiques et emballages. Depuis 1986, la filiale française du Groupe Knauf développe, en parallèle de la construction sèche et de l’isolation, l’activité plastiques et emballage à travers le monde.
À la suite du rachat en 1985 du groupe La Rhénane, l'entreprise Knauf s'implante en France sous le nom commercial Knauf la Rhénane S.A. Le siège de la holding nouvellement formée se situe alors à Wolfgantzen, en Alsace, et c'est Thies Knauf qui y assure alors le poste de président du conseil d'administration. La principale activité du groupe Knauf la Rhénane se situe dans la fabrication du polystyrène expansé, utilisé notamment dans le domaine de l'isolation et de la construction sèche.
Le secteur de la construction connaît une crise conjoncturelle dans les années 1985 qui a poussé les entreprises à investir dans la recherche dans les domaines de la construction neuve, la modernisation, et les systèmes permettant de réaliser des économies sur le coût de l'énergie. Cette tendance a motivé le groupe Knauf La Rhénane à continuer de développer son activité dans le polystyrène expansé. En 1997, le ministère français de l'Environnement remet à Knauf La Rhénane un prix pour ses produits isolants en Styropor.
À l'automne 2002 a eu lieu la reprise de Alcopor AG par Knauf la Rhénane, qui possédait depuis un an une participation de l'ordre de 50% dans les actions de l'entreprise. À la suite de ce rachat, Alcopor sera réorganisé puis renommé Knauf Insulation.
En 2002, la Commission européenne décide de sanctions d'un montant global de 478 millions d'euros à 4 groupes européens : Knauf, le français Lafarge, le britannique BPB, et le belge Gyproc pour « comportements anticoncurrentiels » entre 1992 et 1998 sur le marché des plaques de plâtre.
En juin 2018, USG annonce son acquisition par Knauf pour 7 milliards de dollars.

## Principaux domaines d'activité depuis 1987
Les principaux d'activité sont  : 
- plâtre :
  - enduits intérieurs,
  - plaques de plâtre et panneaux de fibroplâtre ;
- anhydrite :
  - chapes ;
- chaux :
  - enduits extérieurs ;
- matériaux d'isolation :
  - laine de verre,
  - perlite,
  - polystyrène,
  - emballages de protection ;
- installations d'applications et de mise en œuvre des enduits ;
- profilés métalliques ;
- produits de bricolage ;
- engineering / construction d'installations.

## Chiffres clés
En 2019, le groupe  Knauf fait travailler 35 000 salariés, et a un chiffre d'affaires de 10 milliards d’euros.

## Entreprises du groupe Knauf
- Knauf Bâtiment SAS
- Knauf Est
- Knauf Ouest
- Knauf Sud-Est
- Knauf Sud-Ouest
- Knauf Île-De-France
- Knauf Fibre
- Knauf Building Services
- Knauf AMF Plafonds & Systèmes France
- Knauf Isba
- Knauf Platres et Cie. S.C.S.
- Richter System
- Bové Bâtiment
- Home Pratik SAS
- L'Anhydrite Lorraine
- Knauf Industries
- Knauf Insulation
- Knauf Ceiling Solutions

## Le musée Knauf
Le groupe Knauf inaugura son musée le 30 juin 1983 dans la ville d'Iphofen en Allemagne. Le bâtiment est une ancienne maison baroque avec écurie et dépendances datant de 1687, qui a été racheté par la famille Knauf en 1967, lorsque l'entreprise était à la recherche de locaux pour y aménager des bureaux. Mais la construction de nouveaux bâtiments administratifs sur le site de l'usine d'Iphofen entraîna une désaffection de la maison. Le Dr Alfons Knauf eut l'initiative d'en faire un musée à la suite d'un voyage en Égypte avec son frère Karl. 
Le musée s'oriente sur l'histoire culturelle de l'humanité et englobe les cultures les plus significatives de l'humanité.
La collection du musée regroupe aujourd'hui plus de 200 répliques fidèles d'œuvres originales réalisées grâce à des moulages en plâtre.